# Wayne's World (videogioco)
Wayne's World è un videogioco d'azione basato sul film Fusi di testa e pubblicato nel 1993 dalla THQ. Ne vennero pubblicate varie versioni; quelle per NES e Game Boy vennero sviluppate dalla Radical Entertainment e comprendono entrambi i protagonisti, Wayne e Garth, come personaggi giocabili. Le versioni per SNES e Sega Mega Drive vennero sviluppate dalla Gray Matter e hanno solo Wayne come personaggio giocabile.

## Modalità di gioco
Nelle versioni per NES e Game Boy, il giocatore controlla sia Wayne che Garth, in livelli diversi; mentre in quelle per SNES e Sega Mega Drive Wayne è l'unico personaggio giocabile. Nelle prime, l'attacco principale di Garth è una pistola laser mentre Wayne tira calci. Nelle ultime due, Wayne usa la sua chitarra come arma.

## Accoglienza
Computer Gaming World dichiarò nel 1993 che la versione per PC di "Wayne's World è, tipo, divertente, amico". La rivista raccomandava il gioco ai novizi dei giochi di avventura, che apprezzerebbero un gioco "piuttosto tipico" con "un buon umorismo, colpi di scena e una ambientazione strana". Descrivendolo come una "fesseria", una recensione uscita nel numero successivo della stessa rivista sconsigliò l'acquisto di Wayne's World come gioco introduttivo al genere per dei bambini.
Secondo la rivista Flux, Wayne's World era il 19° videogioco peggiore della storia.